# Pagamea diceras
Pagamea diceras är en måreväxtart som beskrevs av Julian Alfred Steyermark. Pagamea diceras ingår i släktet Pagamea och familjen måreväxter. Inga underarter finns listade i Catalogue of Life.